# Asia minor
Albums de Machito
El Niche
(1955) Machito Inspired
(1957)
Asia minor est un album musical de Machito paru en 1956 sous le nom d'artiste de Machito and His Orchestra.

## Titres
Le morceau Asia Minor permet à Machito et son orchestre de remporter un gros succès commercial dès 1949 à la suite de la sortie de son album Mucho Macho.
1. Asia minor (A1) - 2:58 ∫ Roger Mozian
2. El campesino (A2) - 2:22 ∫ de Daly & Hernandez
3. Qimbombo (A3) - 2:47 ∫ de L. Griñan & Machito
4. No me molesto (A4) - 2:41 ∫ de Zamora
5. Cha cha cha pa guarachar (A5) - 2:35 ∫ de Piloto & Vera
6. Besame la bembita (A6) - 3:04 ∫ de Capo
7. Chocolate cha cha cha (B1) - 2:48 ∫ de Egues
8. El gallo blanco (The White Rooster) (B2) - 2:18 ∫ de Machito
9. My sleeping heart (B3) - 2:46 ∫ de Benjamin & Marcus
10. El bejuco (The Branch) (B4) - 2:54 ∫ de Chano Pozzo
11. Doing the cha cha cha (B5) - 2:19 ∫ de Aspiazu & Hernandez
12. Tibiri tabara (B6) - 2:34 ∫ de Cairo & Machito

## Style de l'album
Cha-cha-cha, mambo, Latin jazz

## Divers
- Année de sortie : 1956
- Intitulé : Machito And His Orchestra - Asia Minor
- Label : Tico Records
- Référence Catalogue : TICO SLP-1029
- Format : LP 33 tours ou (12")

## Réédition
- Référence : Label Forum Circle  SF 9043 au format LP 33 tours (1964)
- Référence : Label Fania Records CD Fania 1029 au format CD (1999)

## Observations
L'album est sous-titré : Asia Minor Cha Cha Cha. Sorti en 1956, ce LP fut ressorti en 1964 sur le label Forum Records / Forum Circle (une émanation du label Roulette Records destiné à presser des rééditions d'albums à moindre coût pour les "épiceries" et le début de ce qui sera le commerce de grande distribution (Voir : Forum/Forum Circle Album Discography par David Edwards et Mike Callahan )

## Réception
Tony Wilds commente l'album sur AllMusic et fait remarquer à propos de la couverture que « la danseuse du ventre et le souami en position allongée sur la pochette donnent une fausse impression du cha cha cha ». Il indique également que le choix des morceaux est « très bon, raisonnablement authentique, sans être vraiment nouveau ou exceptionnel. Le très puissant (et fort!) son du cuivre et les différentes interprétations vocales sont de haut vol ».